# Mahakī Nāşer
Mahakī Nāşer (persiska: مهکی ناصر) är en ort i Iran.   Den ligger i provinsen Kermanshah, i den västra delen av landet, 500 km väster om huvudstaden Teheran. Mahakī Nāşer ligger 703 meter över havet och antalet invånare är 155.
Terrängen runt Mahakī Nāşer är varierad. Runt Mahakī Nāşer är det ganska tätbefolkat, med 155 invånare per kvadratkilometer. Närmaste större samhälle är Sarpol-e Z̄ahāb, 7,8 km nordväst om Mahakī Nāşer. Trakten runt Mahakī Nāşer består till största delen av jordbruksmark.